# Onthophagus marmotae
Onthophagus marmotae är en skalbaggsart som beskrevs av Kabakov 1990. Onthophagus marmotae ingår i släktet Onthophagus och familjen bladhorningar. Inga underarter finns listade i Catalogue of Life.